# Quintus Hortensius Hortalus
Quintus Hortensius Hortalus (114 v.Chr. - 50 v.Chr.) was een Romeins spreker, advocaat en consul.
Hortensius was consul in het jaar 69 voor Christus, na het consulaat van Marcus Licinius Crassus en Gnaius Pompeius Magnus maior. Daarvoor was hij Praetor. Hij werd vooral bekend door de roemruchte rechtszaak in 70 voor Christus van Cicero en het volk van Cicilië tegen Gaius Verres, waarin hij Verres verdedigde.
De politicus Verres had Hortalus uitgekozen om zijn verdediging te voeren, omdat hij moest optornen tegen een zeer welbespraakte tegenstander van formaat, namelijk Cicero. Menig advocaat zou ervoor terugdeinzen om tegen Hortalus te pleiten. Hortalus won in zijn tijd bijna alle rechtszaken. Hij was dan ook geliefd bij de rijke Romeinse hogere klasse om hun belangen te verdedigen. Met welsprekendheid probeerden Gaius Verres en zijn advocaat Hortalus Cicero uit te schakelen. Maar Cicero kende de wet zeer goed en won de rechtszitting. Gaius Verres werd veroordeeld voor zijn financiële wandaden tegenover de Sicilianen.
Hortentius Hortalus had ook een dochter Hortensia die bekendheid wist te verwerven als redenaar. De villa van Hortalus lag in de buurt van Baia, een badstad nabij Napels; hij kweekte er vissen in omvangrijke visvijvers waarbij het water uit het reservoir Cento Camerelle kwam.